# Astathes nitens
Astathes nitens là một loài bọ cánh cứng trong họ Cerambycidae.